# Pelleterie
Die Pelleterie ist ein kleiner Fluss in Frankreich, der im Département Mayenne in der Region Pays de la Loire verläuft. Sie entspringt im nördlichen Gemeindegebiet von Brains-sur-les-Marches, entwässert mit einem Bogen über Nord generell Richtung Südsüdost und mündet nach rund 16 Kilometern an der Gemeindegrenze von Ballots und La Selle-Craonnaise als linker Nebenfluss in die Usure.

## Orte am Fluss
(Reihenfolge in Fließrichtung)
- La Blandinière, Gemeinde Brains-sur-les-Marches
- Fontaine-Couverte
- La Blohinière, Gemeinde Fontaine-Couverte
- La Roche Porée, Gemeinde La Roë
- Les Basses Molières, Gemeinde La Roë
- Les Bonshommes, Gemeinde Ballots
- Le Haut Parvis, Gemeinde La Selle-Craonnaise